# Ernesto Korrodi
Ernesto Korrodi, nascido Ernst Korrodi (Zurique, 31 de janeiro de 1870 – Leiria, 3 de fevereiro de 1944), foi um arquiteto de origem suíça , que desenvolveu a sua atividade em Portugal.
Foi o mais bem-sucedido dos arquitetos da sua época sedeados fora de Lisboa .
Os seus projetos seguiram uma linha persistentemente eclética, de base revivalista romântico-historicista a que foi incorporando elementos das novas correntes da arquitetura — Arte Nova e Artes Decorativas — até ao advento do Modernismo Internacional na fase mais tardia da sua carreira e já em parceria com o filho Camilo Korrodi.

## Biografia
Korrodi veio para Portugal, aos dezanove anos, através de um concurso lançado na Embaixada de Portugal em Berna, em que se procuravam professores de desenho para as escolas portuguesas. Em 1889 começou a exercer funções na Escola Industrial e Comercial de Braga, onde ficaria até 1894. Nesse ano foi transferido para a Escola Industrial e Comercial de Leiria, lecionando Desenho Ornamental e 
Modelagem.
Após completar os cursos de escultor decorador e de professor de desenho, no "Winterthur - Technikum" (Escola de Arte Industrial do cantão de Zurique), Korrodi viria a concorrer a um cargo para professor de Desenho, anunciado no consulado de Portugal em Berna, e em 1889 foi colocado na Escola Industrial de Braga onde permaneceu cinco anos. Em Braga, para além do ensino dedicou-se ao estudo de monumentos, igrejas, e palácios, sendo transferido, em 1894, para a Escola Industrial de Leiria onde de imediato se dedicou nas suas horas vagas, ao minucioso levantamento do que restava das ruínas do Castelo.
Em 1897 Korrodi publica um pequeno estudo sobre São Fructuoso de Montélius, intitulado “Um monumento Bizantino-Latino em Portugal”, no Boletim de Arquitectura da Associação dos Arquitectos Civis e Arqueólogos Portugueses.
Em 1898, publica os “Estudos de Reconstrução sobre o Castelo de Leiria”, edição de 200 exemplares, subsidiada pelo Governo Português e impressa no Instituto Poligráfico de Zurique. Ainda nesse ano é homenageado com a Comenda do Mérito Industrial.
Em 1901, casa em Leiria com Quitéria Maia, professora do Ensino Primário. Tiveram uma filha (Maria Teresa 1903–2002) e um filho (Camilo Korrodi 1905–1985, também arquiteto).
Em 1902, é agraciado com a Ordem de S. Thiago do Mérito Científico, Literário, e Artístico pelo projeto de reconstituição dos Paços do Duque de Bragança, em Barcelos.
Em 1905, foi nomeado diretor da Escola Industrial de Leiria.
O seu empenho em defesa do Castelo de Leiria conduziu à sua classificação como Monumento Nacional em 1910, e em 1915 cria a Liga dos Amigos do Castelo que, com a ajuda do Estado, deu início às primeiras obras de consolidação.
Após a derrocada parcial de um dos muros no Castelo de Leiria, foi nomeado diretor das obras, em 1921, à frente de uma comissão sujeita à Direcção-Geral dos Edifícios e Monumentos Nacionais (DGEMN), em caráter de urgência. O seu trabalho desenvolveu-se até 1934, quando se desligou. As obras, porém, prosseguiram na década de 1930, mas não corresponderam por completo aos seus Estudos.
Para além do ensino e do estudo de monumentos históricos, desde cedo se dedicou à arquitetura, como autodidata, e em 1899 já era sócio da Real Associação dos Arquitectos e Arqueólogos, bem como da Associação dos Engenheiros Civis Portugueses.
Os seus projetos de arquitetura estendem-se por todo o país, desde Chaves até Vila Real de Santo António, e em Lisboa foi agraciado com dois Prémios Valmor, em 1910 e em 1917.
Estabeleceu em Leiria uma oficina de cantarias, junto à sua residência, na qual chegou a ter como sócio Augusto Romão. Esses trabalhos de cantaria enriqueceram não só as obras por si projetadas, como as de outros arquitetos por todo o país.
Em 1919 projetou o Santuário de Nossa Senhora da Assunção, em Monte de Córdova, Santo Tirso, mas muitos outros projetos marcantes se podem referir.
Em 1926, foi-lhe concedido pelo Governo Português, o título de Arquiteto (na mesma data que a Raul Lino).
Desde cedo se envolveu em diversos movimentos de modernização, chegando a realizar trabalhos e conferências por todo o país sobre o Ensino em Portugal, pelo que foi agraciado, em 1909, com a Comenda da Instrução Pública.
Em 1911, viria a liderar um movimento de âmbito nacional a favor do descanso dominical, promovendo-o energicamente através de conferências e artigos na imprensa.
Fez parte da Maçonaria, tendo sido iniciado em 1908 na Loja Trindade Leitão, em Alcobaça, pertença do Grande Oriente Lusitano Unido, com o códinome "Helvétius".
Em 1997, foi publicada em livro a Tese de Mestrado de 1984 "Ernesto Korrodi – Arquitectura, Ensino, e Restauro do Património" de Lucília Verdelho da Costa, contribuindo de uma forma decisiva para dar a conhecer a dimensão da sua obra.
Ao longo dos anos, várias Teses de Mestrado têm sido apresentadas sobre a sua obra.
O Arquivo Distrital de Aveiro publicou o livro "Ernesto Korrodi - uma marca na cidade".
Em 2023 foi publicado em edição bilingue português/inglês "Ernesto Korrodi - Vi(n)da e Obra / Ernst Korrodi – Life and Work” " de José Manuel Teixeira https://www.livrariaatlantico.com/lisbon-press/arquiteto-ernesto-korrodi-vinda-e-obra-edicao-bilingue
Faleceu em Leiria em 1944.

## Obras
Entre os seus projetos arquitetónicos, destacam-se: 
- Restauro do Castelo de Leiria (Leiria, 1898);
- Igreja Matriz de Santa Catarina da Serra, Leiria (1902);
- Paços do Concelho de Leiria;
- Edifício na Av. Fontes Pereira de Melo, n.º 30 (Lisboa) - Prémio Valmor, 1910;
- Quinta da Folgorosa, casa de habitação (Folgorosa, Dois Portos, concelho de Torres Vedras), 1910;
- Castelo da D. Chica, em Palmeira (1915);
- Edifício na Rua Viriato, n.º 5 (Lisboa) - Prémio Valmor, 1917;
- Hotel Guadiana - Vila Real de Santo António; hoje em dia, Grand House Algarve https://grandhousealgarve.com/pt-pt/grand-story/grand-history/the-grand-house-history/
- Estações ferroviárias de Fronteira, de Cabeço de Vide, de Santiago do Cacém, e Estação Ferroviária de Sines, 1936[10],
- Casa Museu Egas Moniz (Avanca) (1915);
- Casa Vila Francelina (Frossos-Albergria-a-Velha) (1912)
- Mercado de Sant'Ana (Leiria) (1929)
- Basílica de Nossa Senhora da Assunção, no Monte de Córdova, Santo Tirso (1934).
- Casa do Dr. Adolfo Bugalho (Castelo de Vide, 1938). (Ampliação do edifício);
- Cine-Teatro Mouzinho da Silveira (Castelo de Vide, 1940). (Projecto com o filho E. Camilo Korrodi);
- Palacete do Major Pessoa em Aveiro (projeto conjunto com Silva Rocha)[11]
- Balneário das Termas (Castelo de Vide).
- Castelo do Bom Jesus
- Empresa Transformadora de Lãs, Ld.ª - Edifício Principal (Faculdade de Engenharia da Universidade da Beira Interior, desde Maio de 2000), Covilhã
- Palacete Jardim, construído na Covilhã para Joseph Bouhon [12]

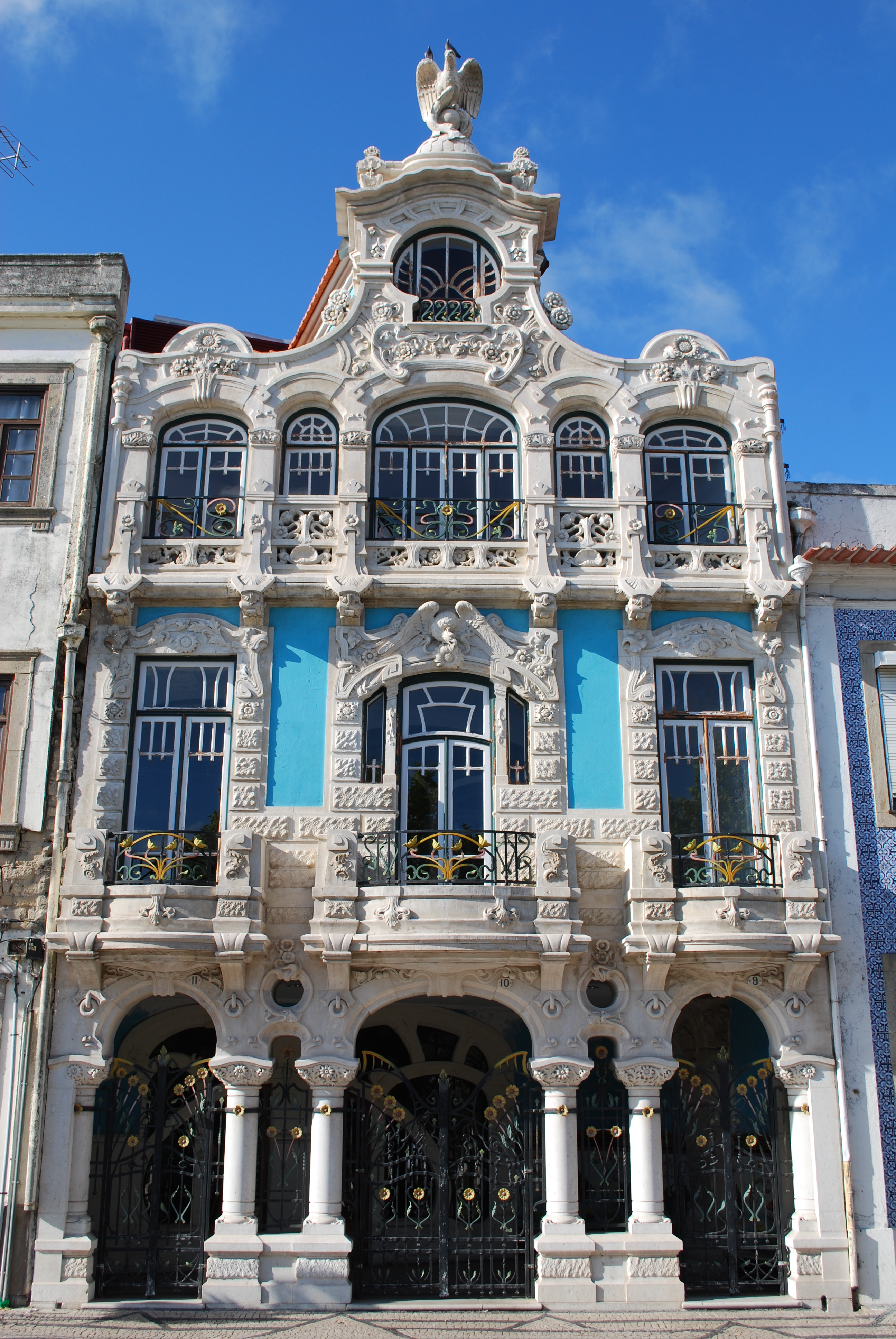
Casa do Major Pessoa (Aveiro)
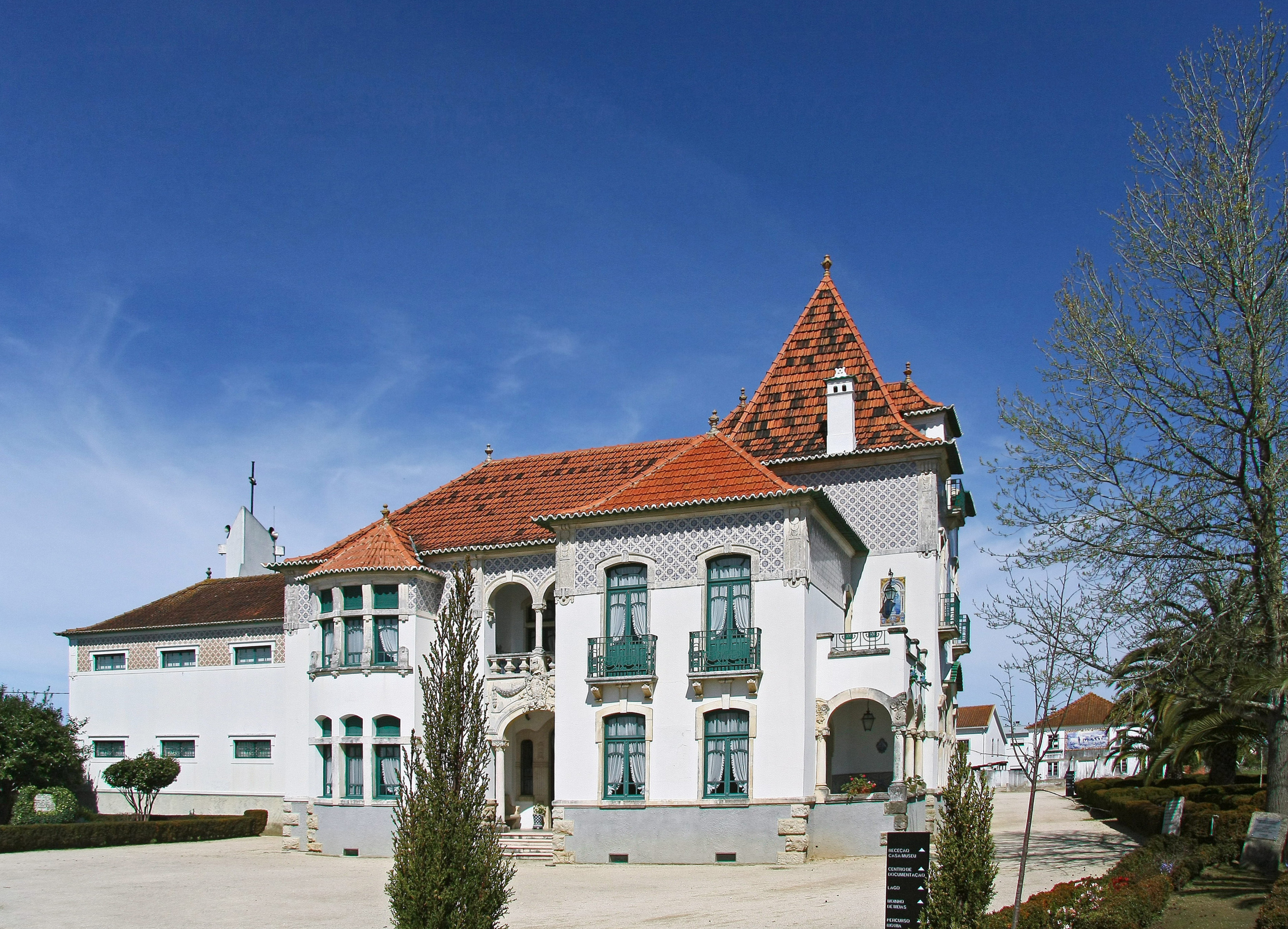
Casa Museu Egas Moniz (Avanca, Estarreja)
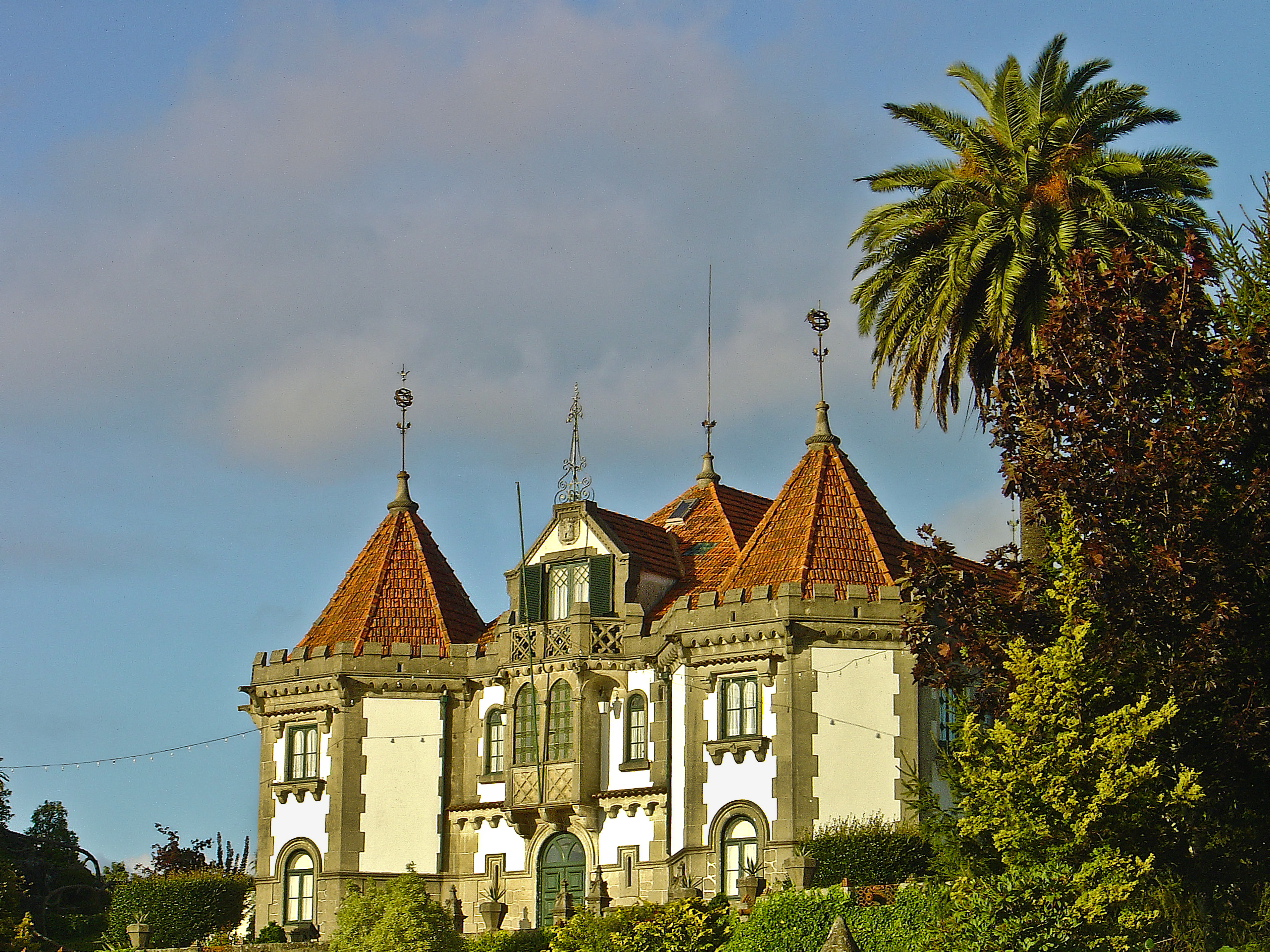
Castelo do Bom Jesus (Braga)
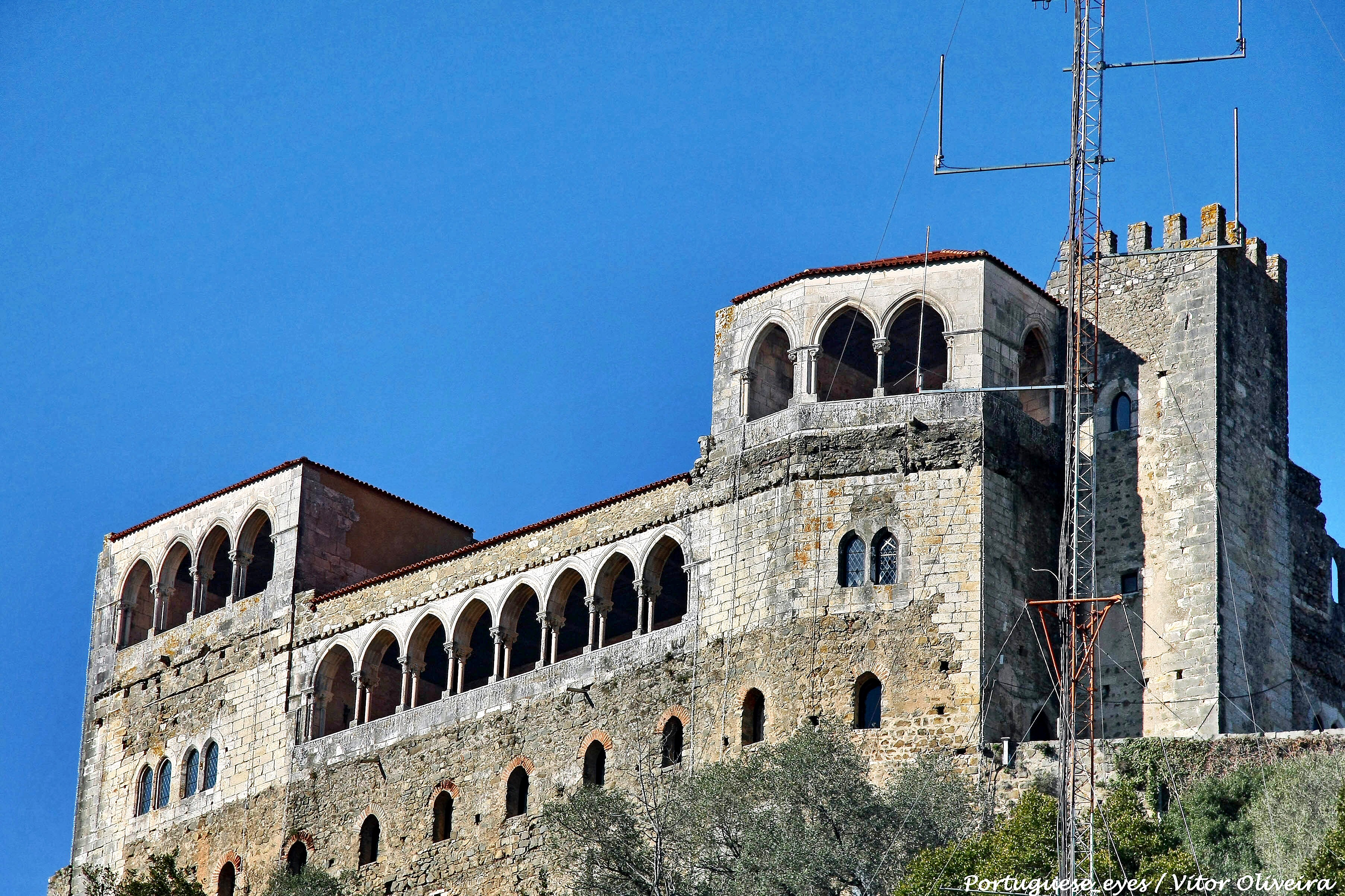
Castelo de Leiria (Leiria)
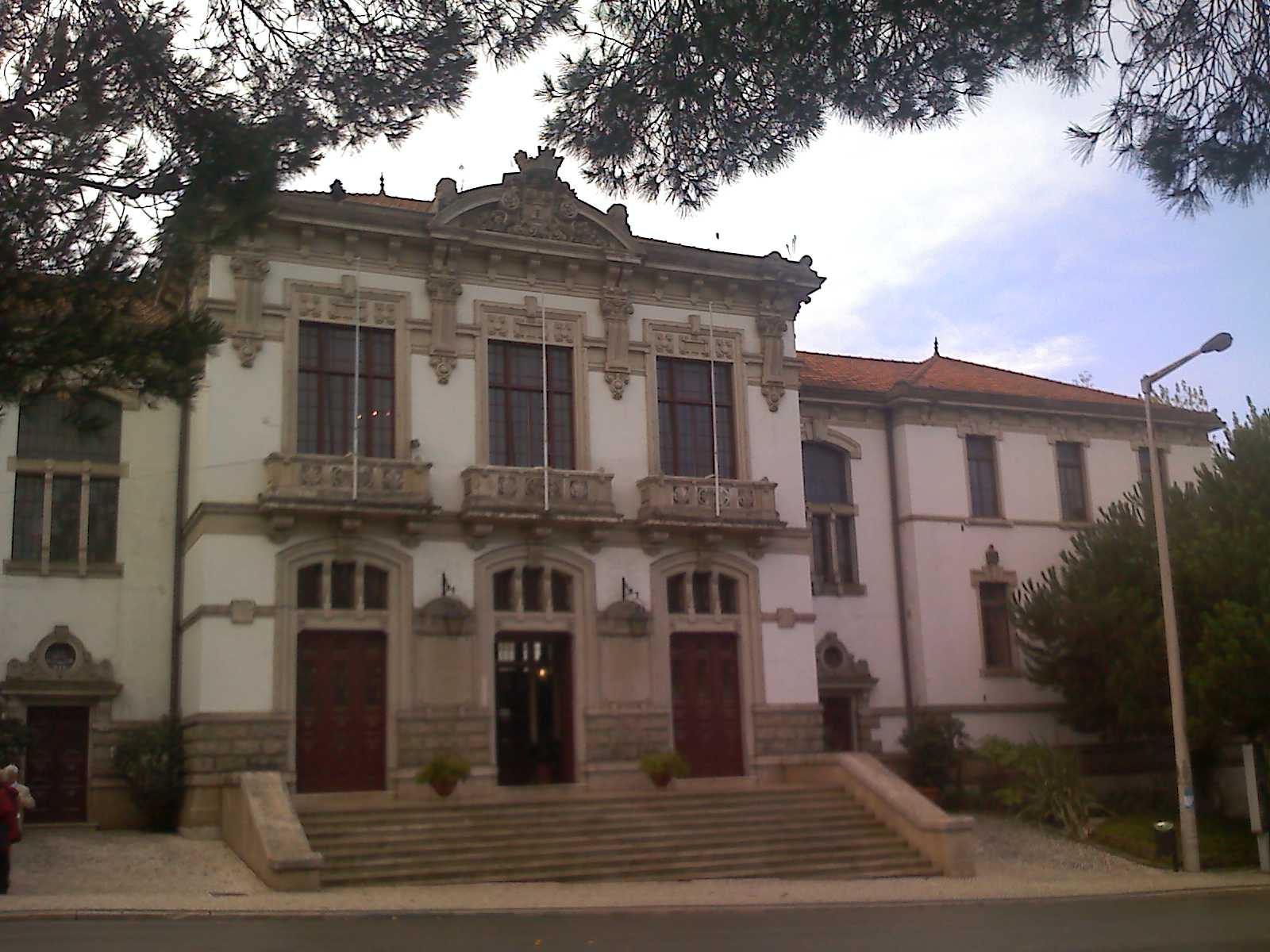
Paços do Concelho de Leiria (Leiria)
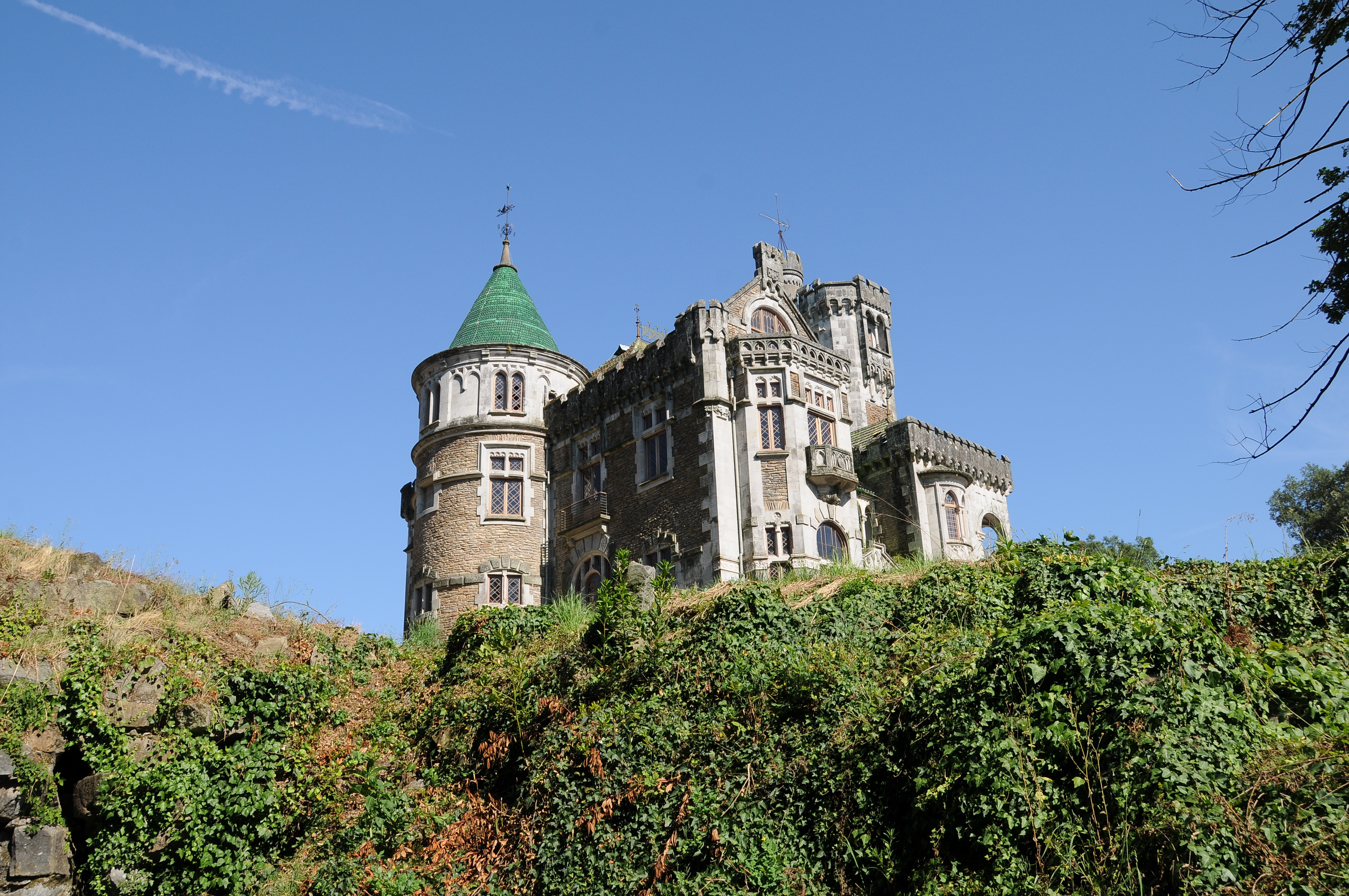
Castelo da D. Chica (Palmeira)
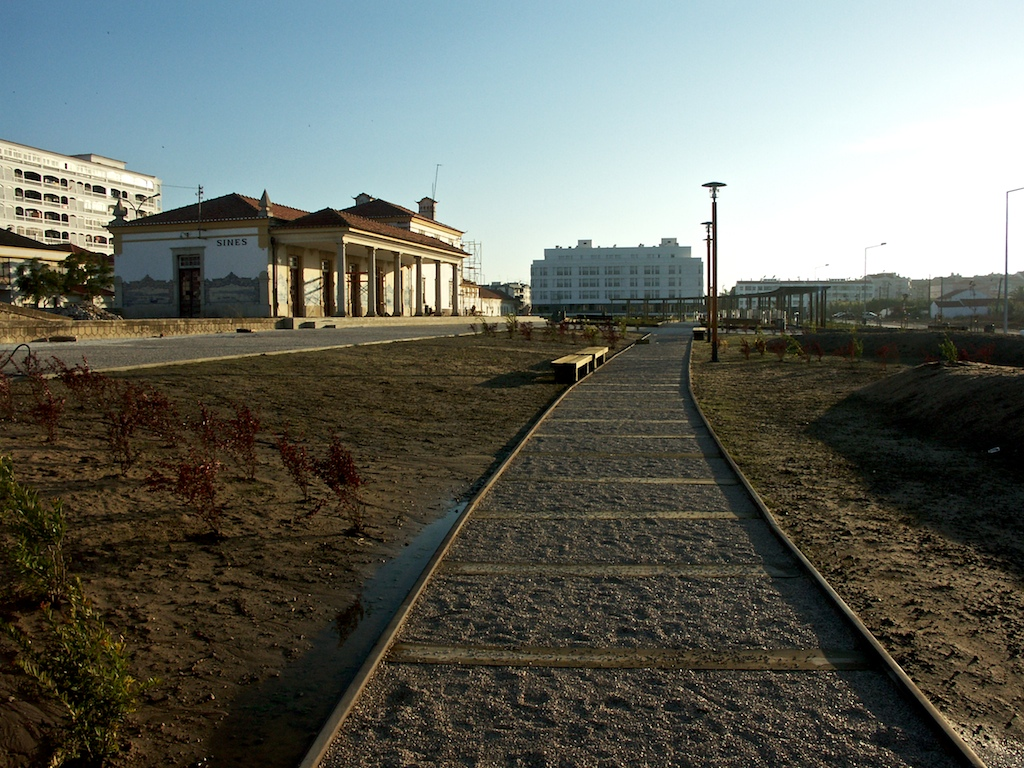
Estação Ferroviária de Sines (Sines)
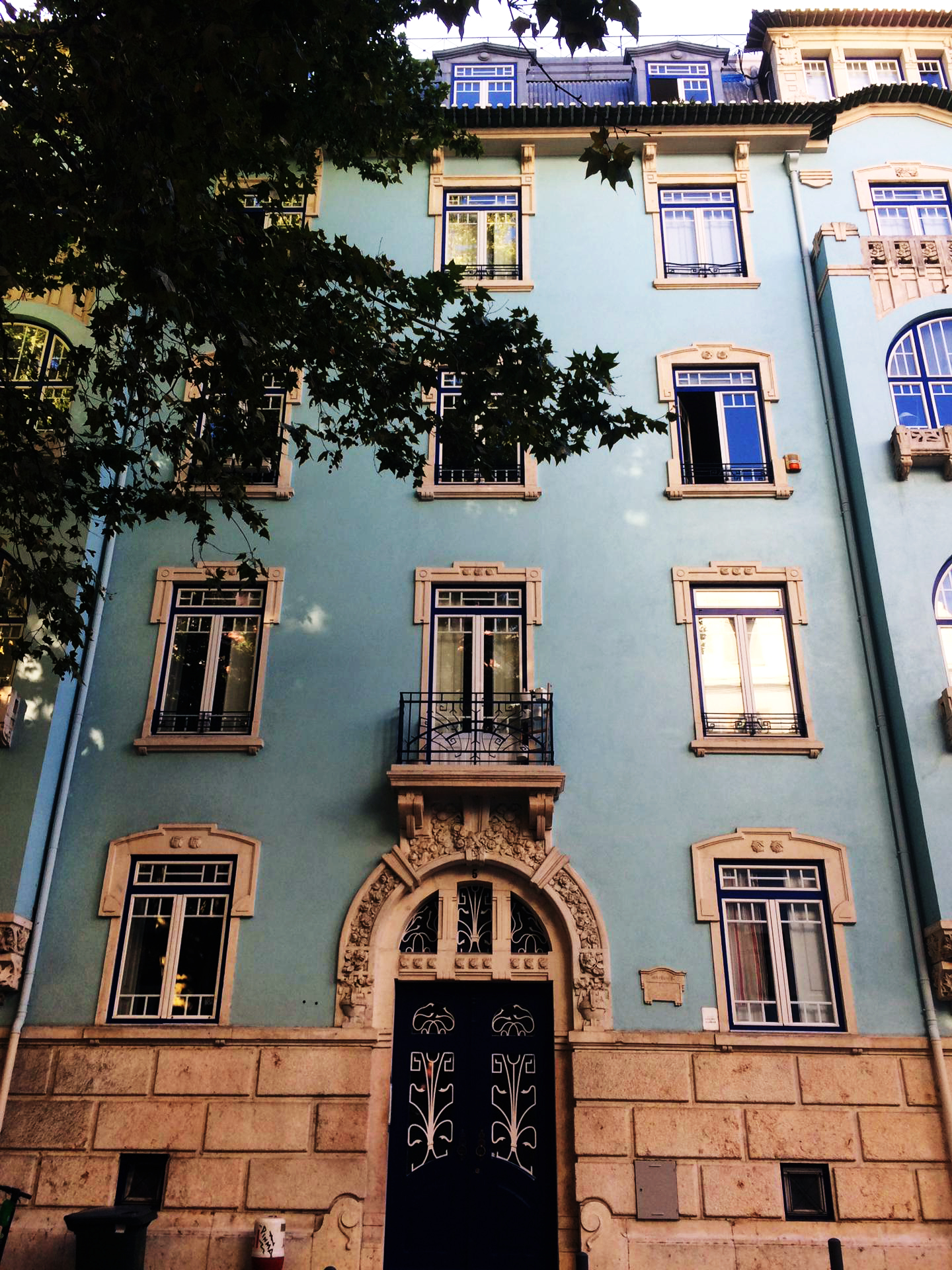
Edifício na Rua Viriato, n.º 5 (Lisboa)
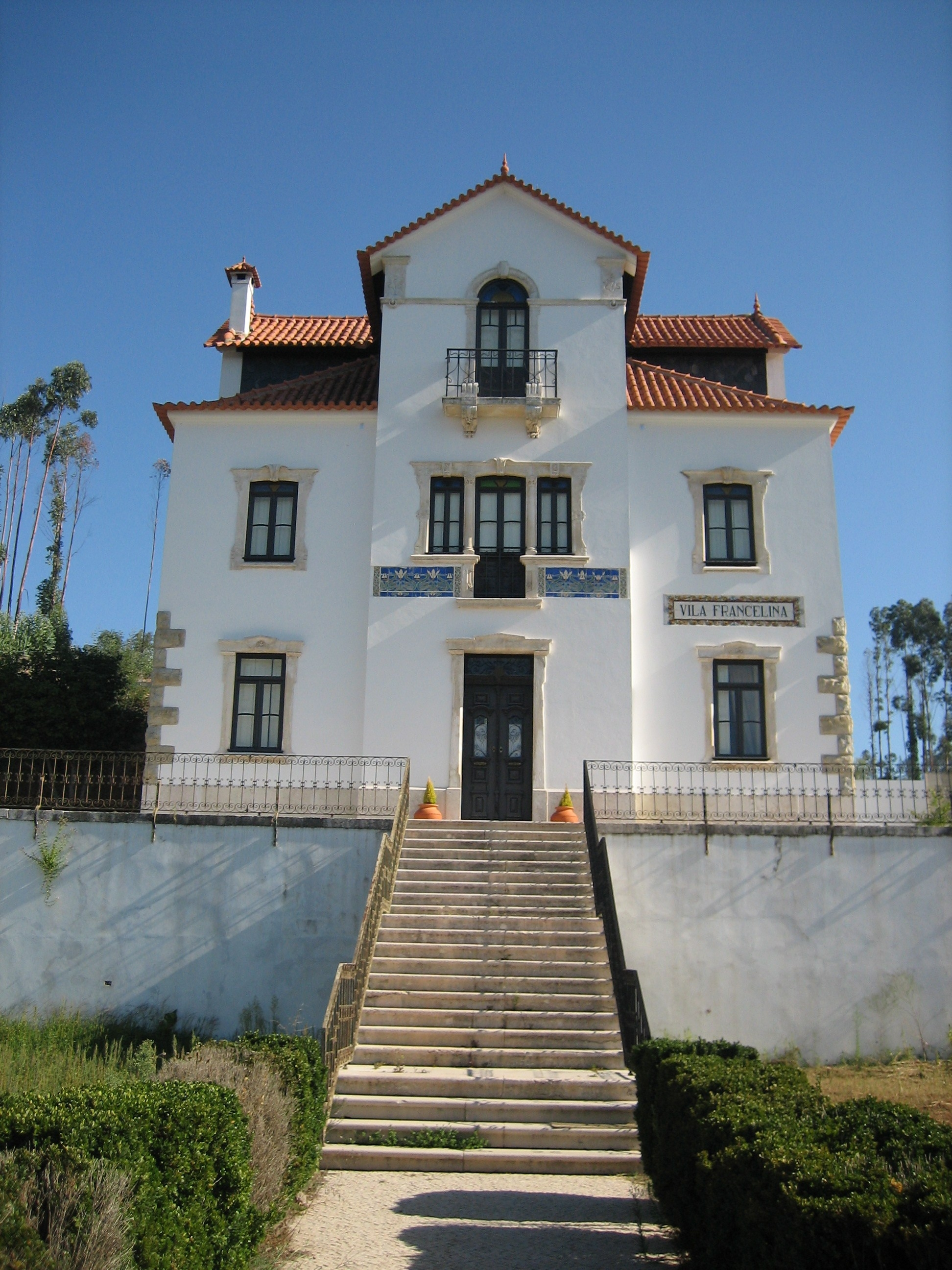
Casa Vila Francelina